# Сильвестрова, Надежда Николаевна
Надежда Николаевна Сильве́строва (1920—1971) — советская оперная певица (драматическое сопрано). Заслуженная артистка РСФСР (1946). Лауреат Сталинской премии второй степени (1947).

## Биография
Н. Н. Сильвестрова родилась в 1920 (по другим данным в 1913 году) в селе Раменское (ныне Московская область). В 1944 году окончила с отличием МГК имени П. И. Чайковского (класс М. М. Мирзоевой).
Н. Н. Сильвестрова умерла в 1971 году в Перми.

## Оперные партии
- «Евгений Онегин» П. И. Чайковского — Татьяна
- «Черевички» П. И. Чайковского — Настасья
- «Князь Игорь» А. П. Бородина — Ярославна
- «Севастопольцы» М. В. Коваля — Наталья
- «Аида» Дж. Верди — Аида
- «Риголетто» Дж. Верди — Мадлена
- «Тоска» Дж. Пуччини — Тоска

## Награды и премии
- Сталинская премия второй степени (1947) — за исполнение партии Натальи в оперном спектакле «Севастопольцы» М. В. Коваля
- Заслуженная артистка РСФСР (1946)